# Reyrevignes
Reyrevignes (okzitanisch: Rèirevinhas) ist ein Ort und eine französische Gemeinde mit 366 Einwohnern (Stand: 1. Januar 2022) im Département Lot in der Region Okzitanien. Sie gehört zum Arrondissement Figeac und zum Kanton Lacapelle-Marival.

## Lage
Die Gemeinde liegt etwa 44 Kilometer nordöstlich von Cahors in der alten Kulturlandschaft des Quercy am Ostrand des Regionalen Naturparks Causses du Quercy, elf Kilometer nordwestlich von Figeac. Umgeben wird Reyrevignes von den Nachbargemeinden Issepts im Norden, Fons im Osten, Cambes im Süden, Corn im Südwesten, Livernon im Westen sowie Assier im Westen und Nordwesten.

## Bevölkerungsentwicklung
| Jahr                       | 1962 | 1968 | 1975 | 1982 | 1990 | 1999 | 2006 | 2015 | 2022 |
| Einwohner                  | 376  | 338  | 286  | 285  | 265  | 274  | 277  | 364  | 366  |
| Quellen: Cassini und INSEE |      |      |      |      |      |      |      |      |      |

## Sehenswürdigkeiten

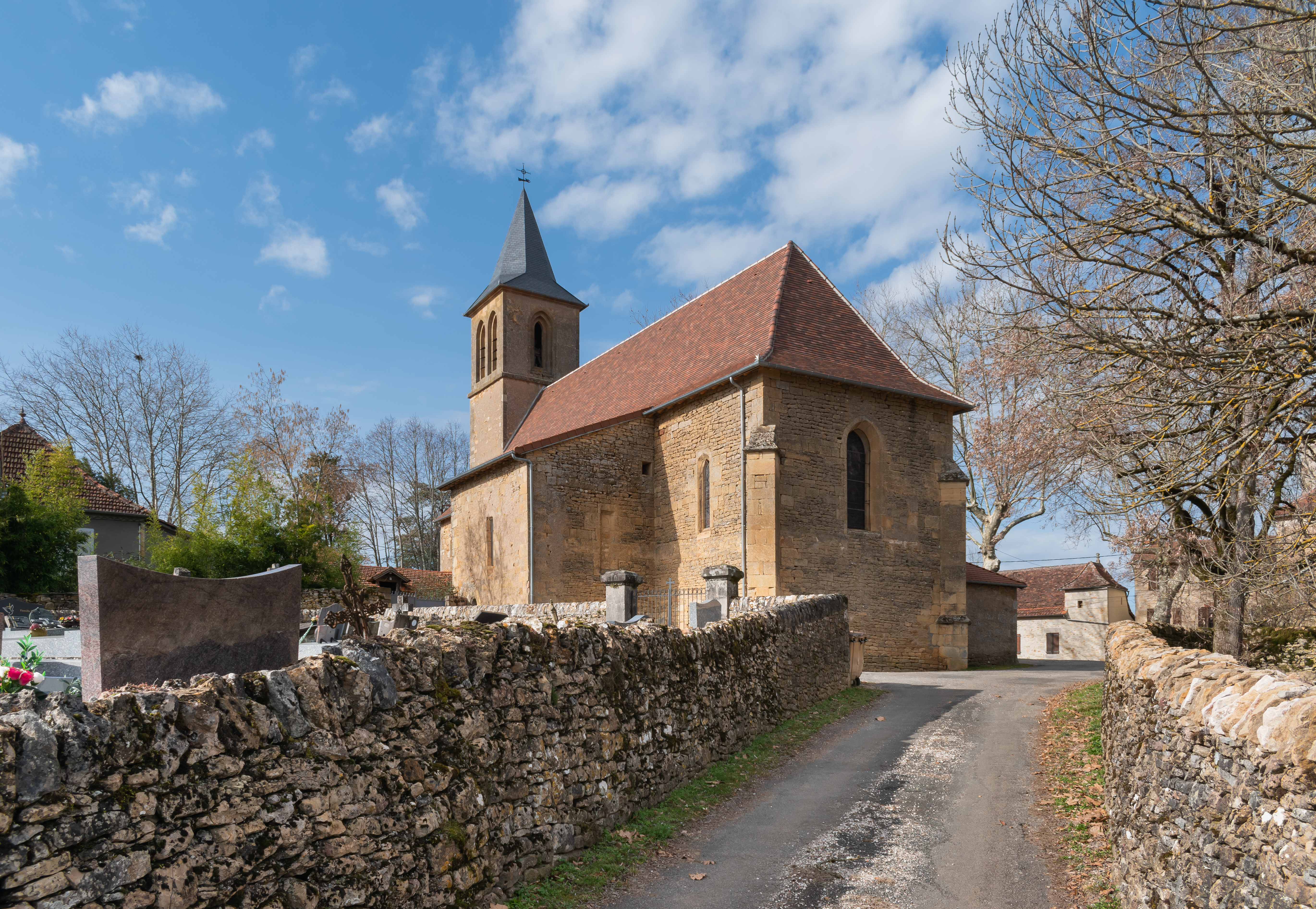
Kirche Saint-Laurent
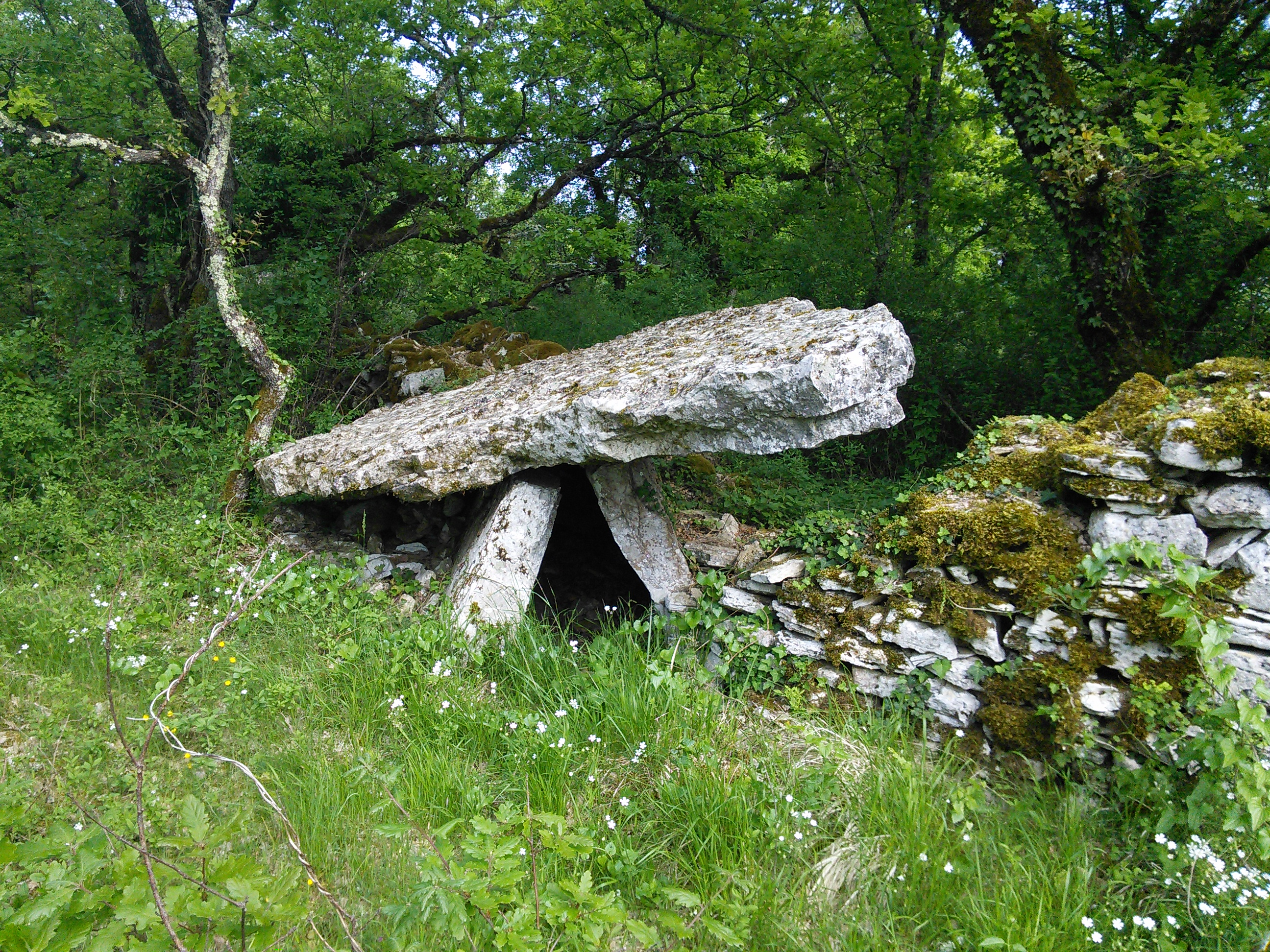
Dolmen Les Causses Hauts
- Dolmen Le Champ de Cuzer

- Kirche Saint-Laurent
- Dolmen Les Causses Hauts